# Амстердамский филармонический оркестр
Амстердамский филармонический оркестр (нидерл. Amsterdams Philharmonisch Orkest) — нидерландский симфонический оркестр, существовавший в Амстердаме в 1953—1985 годах.
Был основан как оркестр Кюнстманд (нидерл. Kunstmaand Orkest) для работы на музыкальном фестивале «Месяц искусств» (нидерл. Kunstmaand), которым руководил пианист Ян Хукриде. Возглавить оркестр был приглашён скрипач и дирижёр Антон Кершес, ставший его бессменным руководителем и выведший оркестр на солидный профессиональный уровень. В 1969 году оркестр был преобразован в Амстердамский филармонический оркестр. Кершес много сделал для популяризации в Нидерландах музыки Дмитрия Шостаковича, в 1972 и 1977 годах гастролировал вместе с оркестром в СССР.
В 1985 году оркестр подвергся реорганизации в связи с политикой жёсткой экономии общественных средств, проводившейся правительством Рууда Любберса: из трёх оркестров — Амстердамского филармонического, Утрехтского симфонического и Нидерландского камерного — был создан единый Нидерландский филармонический оркестр.